# 도쿄 사가와큐빈 사건
도쿄 사가와큐빈 사건(東京佐川急便事件)은 일본의 택배 기업인 사가와큐빈을 둘러싼 부정부패 사건이다. 자유민주당의 거물 정치인이던 가네마루 신을 비롯하여 정계의 자금 흐름이 문제되었다.
원래는 단순히 사가와큐빈 사건이라고만 불렸지만 같은 회사가 2001년 나라현에서도 뇌물 사건을 일으키면서 도쿄 사가와큐빈 사건, 나라 사가와큐빈 사건으로 구분해서 부르게 되었다.

## 경위

### 황민당 사건
1987년 일본 자유민주당 총재 나카소네 야스히로의 임기 만료를 앞두고 후임 총재 선거가 예정되었다. 당시 차기 총재 1순위로 꼽힌 인물은 당내 최대 파벌인 경세회를 이끌던 다케시타 노보루였는데 그는 다카마쓰시에 본부를 둔 우익단체 일본황민당의 집요한 반대 시위에 직면했다. 반대 시위 때문에 다케시타는 총재 선거에서 낙선 가능성이 점쳐질 정도였고 이를 극복하기 위해 심복인 가네마루가 도쿄도 사가와큐빈의 와타나베 히로야스 사장에게 의뢰를 했다. 와타나베는 폭력단체 이나가와회의 회장 이시이 다카마사를 연결시켜 주었고 이시이는 황민당의 반대 시위 사건의 중개를 맡아 해결해주었다.
사건이 해결되고 몇 주가 지나 다케시타는 나카소네의 후임 총재로 취임했으며 와타나베는 정계에 연줄이 생긴 것을 기뻐했다. 한편 도쿄 사가와큐빈은 이와마 컨트리클럽 등 이시이와 관계가 있는 회사에 잇달아 대출과 채무 보증을 해줬는데 그 총액은 약 4,395억 엔에 달했다.

### 버블 붕괴
1991년 2월이 되면서 일본의 거품 경제 붕괴가 현저해졌다. 이시이의 이자 지불이 밀리기 시작하자 도쿄 사가와큐빈의 간부들은 불안을 느꼈고 이시이에게 대출금 상환 계획서 제출을 요구했다. 하지만 이시이는 더 많은 자금이 필요하다는 답변을 보냈고 도쿄 사가와큐빈은 결국 추가 채무 보증을 해주었다.
도쿄 사가와큐빈의 채무는 감당할 수 없는 수준에 이르렀고 결국 모회사인 사가와큐빈에게 흡수되었다. 와타나베를 비롯한 도쿄 사가와큐빈의 간부들은 모두 해고되었고 도쿄지방검찰청에 의해 신탁 의무 위반 혐의로 기소되었다. 한편 그해 9월 이시이는 병사했다.

### 의혹
1992년 2월 14일 도쿄지방검찰청 특별수사부는 와타나베 전 사장 등 4명을 도쿄 사가와큐빈에게 952억 엔의 손해를 끼쳤다는 특별 배임 혐의로 체포했다. 수천 억에 달하는 자금이 비합법조직인 폭력단체에 흘러들어갔기 때문에 불법 헌금과 불법 대출 의혹을 추궁받았다.
9월 28일 가네마루가 도쿄 사가와큐빈으로부터 정치 헌금을 받은 사실이 드러났고 도쿄지검으로부터 약식 기소되었다. 이후 정치 자금 보고서에 기재 누락이 인정되어 5만 엔의 벌금형으로 끝났는데 아오시마 유키오 의원이 국회의사당 앞에서 단식 투쟁을 벌이며 사직을 요구했다. 여론도 "정치인에게 특별해서 '특별'수사부인가"라며 분개했고 도쿄지검 특수부가 위치한 제1청사 검찰청 문패에 노란 페인트가 칠해지는 등 반발이 심했다. 결국 가네마루는 의원직을 사임했다.
가네마루가 기소되었을 때 오자와는 검찰이 강압적인 수사를 한다며 거세게 저항했다. 하지만 같은 경세회 소속의 가지야마 세이로쿠는 사태 해결이 급선무라며 검찰을 자극하지 말아야 한다고 주장했다. 둘의 관계는 옛날부터 좋지 않았는데 이 일을 계기로 대립이 격해졌고 이는 당내 최대 파벌인 경세회의 분열에까지 이르게 된다. 이 싸움을 이치로쿠 전쟁이라 부른다. 가네마루가 결국 사임하자 경세회 회장직이 공석이 되었고 누가 차기 회장이 될지를 놓고 극한 대립이 펼쳐진 것이다. 이 싸움은 가지야마가 이겼고 이에 불복한 오자와와 하타 쓰토무는 경세회를 이탈해 별도의 파벌을 창설했다.
제1야당인 일본사회당도 마찬가지로 뒤숭숭했다. 니가타현을 지역구로 하고 있던 요시다 가즈코는 500만 엔 상당의 파티권을 구입했는데 이때 암거래 의혹이 부상했고 결국 당직에서 물러났다. 같은 지역구 출신인 쓰쓰이 노부타카 역시 헌금 의혹에 휘말려 당직에서 사임했으며 니가타현지사 가네코 기요시는 도쿄 사가와큐빈으로부터 1억 엔의 불법 헌금을 받은 혐의로 지사직을 사임했다. 이 외에도 의혹을 받은 정치인들이 많았지만 드러나지 않은 사례가 많았다.

### 진상 규명
11월 26일 사회당의 요구에 따라 다케시타에 대한 증인 신문이 중의원 예산위원회에서 열렸다. 다케시타는 와타나베와 호텔에서 회담한 것은 인정했지만 민사당 나카노 간세이 의원의 추궁에 대해서는 "나라는 인간이 가진 하나의 체질이 지금 논리 구성돼 버린 비극을 낳았다. 이는 나 자신을 뒤돌아봤을 때 만 번 죽어 마땅하다고 생각하게 된다. 하지만 의원직을 사임하는 문제는 내가 거듭 말한 것처럼 일본국의 정부 수장을 결정하는 데 있어서 폭력단체가 개입했다는 것을 시인하는 행위를 내가 할 수는 없다고 생각한다"고 답했다.
1993년 2월 17일 중의원 예산위는 오자와를 증인으로 불렀으나 차 심부름만 했을 뿐 대화의 내용은 모른다며 자신은 관여되지 않았다고 주장했다. 가네마루의 5억 엔 헌금도 전혀 모른다고 답했다.
자민당은 사회당의 요시다, 쓰쓰이, 야스쓰네 료이치 등 11명의 의원들을 증인으로 부를 것을 요구했지만 사회당은 이를 거부했다. 한편 불법 헌금을 받은 의혹이 부상한 야스쓰네는 사회당 내부에서도 탈당 및 사퇴 권고가 내려졌지만 계속 거부했고 결국 사회당은 그를 제명해버렸다. 제명된 다음달 야스쓰네가 1억 엔 이상의 소득을 숨긴 사실이 드러났다. 하지만 도쿄 사가와큐빈으로부터 받은 불법 헌금이라는 의혹만 떠올랐을 뿐 진실은 드러나지 못했다.

## 영향
이 사건은 1988년 리크루트 사건과 함께 정치권에 막대한 영향을 미쳤다. 여당인 자민당과 제1야당인 사회당이 함께 의혹에 휩싸였기에 중대한 사건으로 받아들여졌지만 그렇기에 더더욱 진상 규명이 어려웠다. 이는 기성 정치권에 대한 비판의 목소리가 높아지는 계기가 되었고 정치 불신이 높아지는 이유가 되었다.

### 55년 체제의 붕괴
1993년 6월 18일 미야자와 내각은 사회당, 공명당, 민사당, 사회민주연합으로부터 내각불신임안을 제출받았다. 자민당이 과반수를 차지하고 있었기에 불신임안은 통과되지 않을 수 있었지만 하타파가 찬성표를 던지면서 불신임안이 255 대 220으로 통과되었다. 미야자와 기이치는 곧바로 중의원을 해산해버렸다.
21일 다케무라 마사요시, 하토야마 유키오, 다나카 슈세이가 자민당을 탈당해 신당 사키가케를 창당했고 23일 하타파도 탈당하여 신생당을 창당했다. 이러한 움직임을 두고 내각관방장관 고노 요헤이는 정치 불신을 초래한 사람들이 오히려 자민당을 비판하며 탈당했다고 강하게 비판했다. 자민당 파벌 중 하나인 청화회도 신생당을 비난했으며 언론인 다치바나 다카시는 아사이 신문에 오자와가 정치 개혁을 표방하며 신생당을 창당한 것을 가관이라고 혹평했다.

### 신당 결성
자민당을 탈당해 일본신당을 창당한 호소카와 모리히로를 중심으로 신생당, 사키가케가 동조하면서 신당 바람이 크게 불었다. 또한 이들은 제40회 일본 중의원 의원 총선거 때 자민당이 나쁘다, 정권 교체를 해야 한다는 분위기를 만들었고 결국 자민당은 과반수 획득에 실패했다. 사회당의 지지 단체인 일본노동조합총연합회가 방침을 바꿔 연립 정권을 지지했고 뇌물 수수 의혹을 받고 있던 우에노 겐이치 의원이 사직하면서 사회당도 연립에 합류하여 자민당을 야당으로 밀어내고 야7당이 연립 정권을 세웠다. 55년 체제가 붕괴한 순간이었다. 일본신당의 호소카와가 연립 정권의 총리로 추대되었다.

## 호소카와 내각의 수립
호소카와가 연내에 정치 개혁 입법을 마무리하겠다고 공언하는 등 선거 제도 개혁 문제 때문에 사가와큐빈 사건은 점차 잊히기 시작했다. 하지만 1994년 2월 오자와가 국민복지세 구상을 추진하면서 이를 연립에 참여한 정당들과 의논하지 않으면서 갈등이 빚어졌다. 다케무라는 국민복지세에 반대한다는 뜻을 표명하면서 관방장관직을 사임했고 이는 호소카와의 높은 지지율에 악영향을 미쳤다.

### 헌금 의혹
3월에는 호소카와가 사가와큐빈으로부터 정치 헌금을 받았다는 의혹이 부상했다. 호소카와는 이미 갚은 돈이라고 해명했으나 야당인 자민당은 연일 호소카와를 강하게 추궁했고 결국 호소카와는 4월 총리직을 사임해버렸다. 자민당의 강력한 규탄 때문에 국회가 공전하고 있었지만 예산 심의를 앞두고 총리가 사임하는 것은 굉장히 이례적인 일이었다. 총리직을 사임한 호소카와는 곧 의원직도 사임했다.
이후 호소카와는 2013년 12월 이노세 나오키 도쿄도지사가 사임하자 고이즈미 준이치로, 민주당의 지지를 받아 탈원전을 기치로 도지사 선거에 입후보했으나 20년 가까이 지난 총리 재임 당시의 헌금 의혹이 화제가 되어 3위로 낙선했다.

## 그후
1994년 당시 호소카와를 강하게 추궁했던 자민당의 무라카미 마사쿠니 참의원 의원은 훗날 해당 사건이 날조된 것이었다고 주장했다. 호소카와가 돈을 받은 것은 사실이지만 이미 갚은 것도 사실이었고 자민당이 이를 알고 있었다는 것이다. 하지만 호소카와 내각을 무너뜨리기 위해 국회에서 추궁을 이어갔다. 한편 당시 호소카와가 무고하다는 것을 증명해주는 대출 기록도 나왔는데 이 자료에선 사가와큐빈으로부터 돈을 빌린 거물급 의원을 포함한 자민당 의원들의 이름도 있었다고 한다.